# Avalon (film, 2011)
Avalon är en svensk dramathriller från 2011 i regi av Axel Petersén med Johannes Brost i huvudrollen. Filmen hade världspremiär i september 2011 på Torontos filmfestival . Där vann den kritikerpriset för bästa debutfilm. Det var första gången en svensk film vann pris på festivalen.
Avalon hade svensk premiär 10 februari 2012. Filmen var tänkt att heta After eight, men chokladtillverkaren som har en produkt med samma namn satte stopp för det.
Vid Guldbaggegalan 2013 tilldelades Johannes Brost Guldbaggen i kategorin Bästa manliga huvudroll för sin medverkan i filmen. 2017 kom en spinoff-film om Henrik Lilliérs gangsterfigur Becker, Becker – Kungen av Tingsryd. Peter Lorentzon spelade återigen rollen som Beckers kumpan Stefan.

## Handling
Janne, spelad av Johannes Brost, är en 60-årig festfixare som ska försöka driva en nattklubb under tennisveckan i Båstad. Samtidigt ska han försöka få sin storasyster Jackie, spelad av Leonore Ekstrand, att tänka på annat än sin skilsmässa genom att festa riktigt ordentligt. En olyckshändelse vänder Jannes tillvaro upp och ner och pressad av sin omgivning letar han alltmer desperat efter en väg ut.

## Rollista (i urval)
- Johannes Brost – Janne
- Leonore Ekstrand – Jackie
- Peter Carlberg – Klas
- Carl Johan De Geer – Leif
- Charlotte Wandt – Agnes
- Simas Lindesis – Donatas
- Miglė Polikevičiūtė – Irina
- Henrik Lilliér – Becker
- Peter Lorentzon – Stefan
- Malou Stiller – Stefanie
- Stefan Huynh – Tonny
- August Wittgenstein – Michel